# 拟长距翠雀花
拟长距翠雀花（学名：Delphinium dolichocentroides）是毛茛科翠雀属的植物，为中国的特有植物。分布于中国大陆的四川等地，生长于海拔3,400米的地区，多生于山地草坡，目前尚未由人工引种栽培。

## 异名
- Delphinium dolichocentroides W. T. Wang var. leiogynum W. T. Wang
- Delphinium dolichocentroides W. T. Wang var. parvifolium W. T. Wang